# Antínoo Capitolino

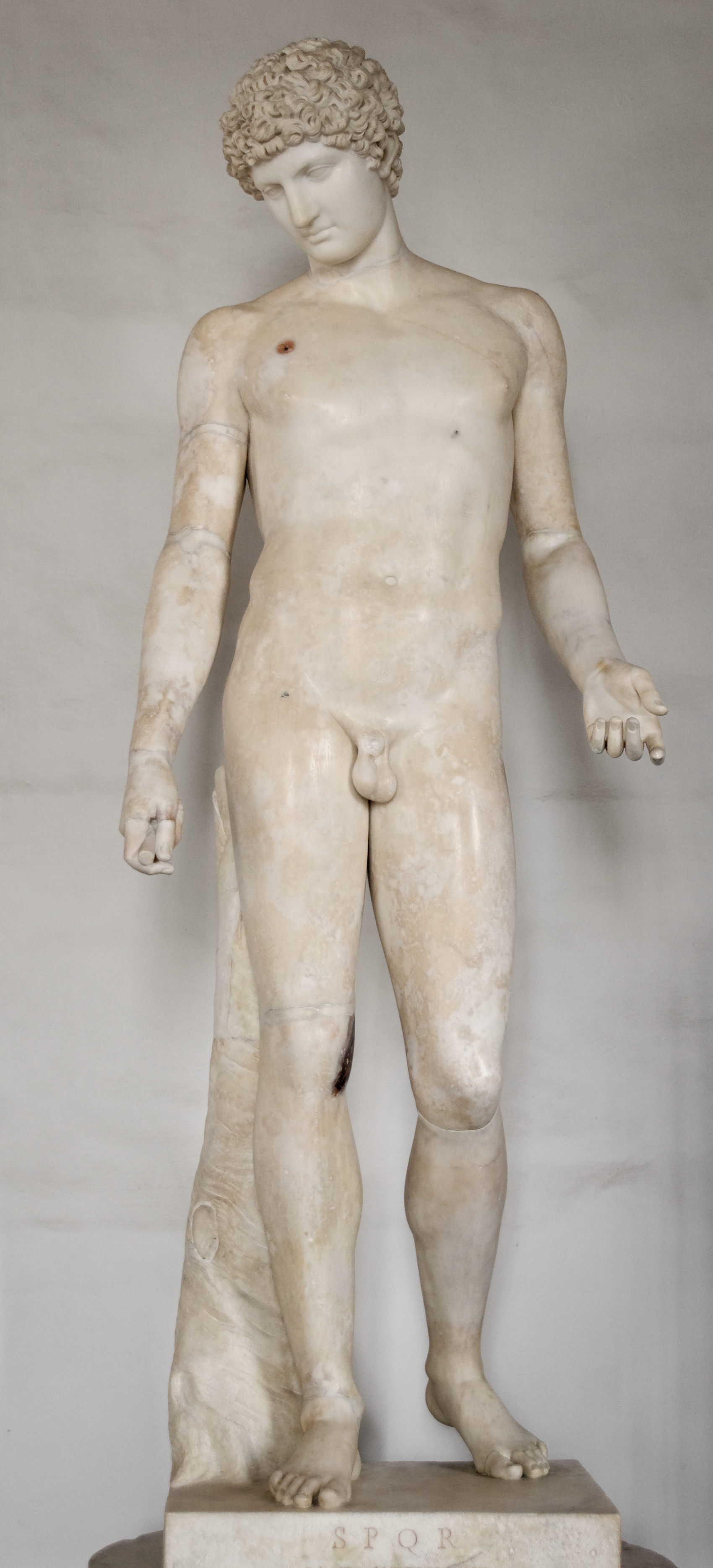
Antínoo Capitolino

O Antínoo Capitolino é uma estátua de mármore de um jovem nu encontrada na Vila Adriana, em Tivoli, durante as primeiras escavações no local, chefiadas pelo conde Giuseppe Fede. Foi comprado antes de 1733 pelo cardeal Alessandro Albani. Para os seus contemporâneos, era a maior atração da sua colecção particular. A estátua foi depois comprada pelo Papa Clemente XII, em 1733, para formar o núcleo dos Museus Capitolinos, no Vaticano, onde ainda hoje está exposta. A perna esquerda e o braço esquerdo, com o seu inesperado gesto retórico, são resultantes do restauro de Pietro Bracci. No século XVIII, considerava-se que seria uma cópia romana de um original grego, mas posteriormente considerou-se que poderia representar Antínooo, o amante de Adriano, devido à sua beleza do seu rosto e físico, e ao olhar modesto. Esta estátua foi levada para Paris nos termos do Tratado de Tolentino (1797), entre a França revolucionária e o Vaticano, e permaneceu em Paris entre 1800 e 1815, quando foi devolvida a Roma, após a queda de Napoleão.

Uma vez que o cabelo não corresponde ao das estátuas de Antínoo mais bem identificadas, que seguem de perto alguns modelos iconográficos, considera-se agora  que esta estátua é uma cópia romana, do início de século IV a.C., de uma estátua grega representando Hermes. Neste sentido, já antes de 1900 Augustus Hare observava em Walks in Rome:
| “ | "a identidade [da estátua] só uma vez, penso, foi seriamente questionada; e mesmo assim pode-se considerar que é mais que duvidosa. A cabeça não é quase de certeza [a de Antínoo]. Por que razão está colocada num corpo que tem tanta semelhança com o típico Antinoo, não sei. Uma comparação detalhada entre o torso e os braços levantará até a questão de saber se esta bela estátua não será um Hermes ou um herói de uma época anterior [à de Antínoo]." | ” |